# Carlo Verdone
Carlo Verdone es un actor, guionista y director de cine italiano.

## Filmografía
- Un sacco bello, de Carlo Verdone (1980)
- Bianco, rosso e Verdone, de Carlo Verdone (1981)
- Io e mia sorella, de Carlo Verdone (1987)
- Il bambino e il poliziotto, de Carlo Verdone (1989)
- Viaggi di nozze, de Carlo Verdone (1995)
- Manuale d'amore, de Giovanni Veronesi (2005)
- Bendita Locura, de Carlo Verdone (2018)
- Associazioni, de Tina Miggi (2019)

## Premios y distinciones
Festival Internacional de Cine de Venecia
| Año  | Categoría             | Resultado |
| ---- | --------------------- | --------- |
| 2018 | Premio Pietro Bianchi | Ganadora  |